# Dzou huo ru mo
Dzou huo ru mo (走火入魔) ali "čigung deviacija" (氣功偏差) je kitajska oznaka za psihološko in fiziološko  motnjo, ki je povezana z neprimerno vadbo čigunga in podobnih tehnik. Za stanje dzou huo ru mo je značilno, da imamo občutek, da se v našem telesu pretaka večja količina čija, ki je ni mogoče nadzorovati. Drugi znaki so lokalne bolečine, glavoboli, nespečnost in nekontrolirani spontani gibi.

## Kaj je dzou huo ru mo?
Besedna zveza dzou huo ru mo ( 走火入魔 ) v dobesednem pomenu pomeni "zagrabiti ogenj in vstopiti v stanje demona". V novejših časih uporabljamo tudi izraz "čigung pjanča" (氣功徧差), kar pomeni "čigung deviacijo". S tema dvema izrazoma označujemo neželene učinke vadbe, ki jih doživljamo med vadbo čigunga ali po njej. Podobne sindrome so opazili tudi pri vadbi podobnih praks, npr. joge, kjer govorimo o sindromu kundalinija, pa tudi pri meditaciji in pri hipnozi. Simptome delimo na tri skupine: 1) občutek, da po telesu kroži či, ki je ni mogoče nadzorovati, 2) težave s čutno zaznavo z vidnimi ali slišnimi halucinacijami in 3) verovanje  tistega, ki vadi čigung, da ga nadzirajo či ali entitete kot so duhovi ali negativne energije.

## Diagnoza
Kadar nekdo, ki vadi čigung, med ali po vadbi doživi dzou huo ru mo, lahko poišče pomoč bodisi v sami skupnosti, ki vadi čigung , ali pa pri strokovnjakih s psihološkim znanjem. Znotraj skupnosti, ki vadi čigung, takšno negativno reakcijo obrazložijo s teorijo o čiju. Znotraj psihološke stroke pa o tako kitajski kot ameriški psihologi izdelali dagnostična merila za ugotavljanje stanja člveka, ki je doživel dzou huo ru mo, s to razliko, da na Kitajskem to stanje ne obravnavajo terminologijo, ki je vezana na psihoze, ampak raje govorijo o čigung deviaciji.

### Kitajska psihiatrija
Po drugi izdaji kitajske klasifikacije o duševnih motnjah, ki jo je izdalo Društvo kitajske psihiatrije čigung deviacijo diagnosticiramo na podlagi sledečih meril:
- oseba je pred pričetkom vadbe čigunga delovala običajno
- fiziološke in duševne reakcije so se pojavile med vadbo čigunga ali po njej (pri čemer lahko pri teh reakcijah pomembno vlogo igrajo sugestija in avtosugestija)
- oseba se pritožuje nad nenavadnimi občutki, ki so se pojavili med ali po vadbi čigunga
- diagnostična merila ne ustrezajo drugim duševnim motnjam kot so shizofrenija, afektivna motnja, nevroza.

### Zahodna psihiatrija
Na zahodu pred pričetkom širjenja čigunga ni bilo podobnih izkušenj, in ko je  bilo zahodno zdravstvo soočeno s primeri neobičajnih stanj pri pacientih, ki so vadili čigung, so pričeli uporabljati oznako s čigungom povezana psihotična reakcija. Ameriška psihiatrična zveza to stanje označujeo kot stanje akutne, časovno omejene epizode, za katero so značilni paranoidni oziroma psihotični simptomi, ki se pojavijo po udeležbi pri vadbi čigunga. Drugje na zahodu so ameriško stališče kritizirali, češ da odstopa od ustaljenih pristopov pri diagnosticiranju duševnih težav.

## Vzroki
Obstajajo različne razlage za pojav teh simptomov med ali po vadbi čigunga. V skupnostih, ki vadijo čigung, simptome razlagajo kot posledico neprimernega kroženja čija. Psihiatri pa simptome obravnavajo kot latentno psihozo. 

### Čigung deviacija kot posledica neprimernega kroženja čija
V skupnostih, ki vadijo čigung, navajajo številne razloge za nastanke čigung deviacije. Npr.:
- vadba pri nekvalificiranem inštruktorju
- nepravilne instrukcije
- nepotrpežljivost
- posledica strahov, vznemirjenosti, zmede in dvomov med vadbo čigunga
- neprimerna manipulacija s čijem oziroma neprimerno usmerjanje čija

### Čigung deviacija kot latentna psihoza
Po stališču zahodne psihiatrije qigong spada med stresorje, ki povzročajo latentno psihozo, in h kateri je pacient nagnjen tudi sicer; tako da naj bi šlo za vrsto reaktivne psihoze (npr. shizofrenije, bipolarne motnje, postravmatskega stresa). Kitajska medicinska literatura ponuje še dodatno število simptomov, povezanih s čigung deviacijo; nepsihotični simptomi po zahodnih klasifikacijah ustrezajo konverzijski motnji in histrionični motnji osebnosti.

## Zdravljenje
Znotraj skupnosti, ki vadi qigong, obstajajo različne oblike zdravljenja za različne oblike čigung deviacije. V zahodni psihiatriji zdravljenje lahko vključuje uporabo antipsihotikov.